# Inductivisme
L'inductivisme és un mètode científic que treu conclusions generals d'alguna cosa particular. Aquest ha estat el mètode científic més comú, però també han sorgit altres escoles epistemològiques que n'han desenvolupat d'altres com el falsacionisme i els paradigmes de Kuhn. L'inductivisme es caracteritza per tenir 4 etapes bàsiques:
1. Observació i registre de tots els fets.
2. Anàlisi i classificació dels fets.
3. Derivació inductiva d'una generalització a partir dels fets.
4. Contrastació.

En una primera etapa, s'haurien observar i registrar tots els fets i després analitzar-los i classificar-los ordenadament. A partir de les dades processades, es deriva una hipòtesi que respongui al problema basat en l'anàlisi lògica de les dades processades. Aquesta derivació d'hipòtesis es fa seguint un raonament inductiu. En l'última etapa, es dedueix una implicació de contrast d'hipòtesi. Aquesta implicació hauria de passar en el cas que la hipòtesi sigui veritable; així, si es confirma la implicació de contrast d'hipòtesis, quedarà validada la hipòtesi principal.